# Metoda prostředku čtverce

Orientovaný graf zachycující přechody mezi sto možnými stavy na dvouciferných desítkových číslech

Metoda prostředku čtverce je v matematice jednou z klasických metod generování pseudonáhodných čísel. Matematik John von Neumann ji vymyslel kolem roku 1946, popsal ji na konferenci v roce 1949 a jak pozdější analýzy ukázaly, ve skutečnosti je z hlediska náhodnosti vytvářených posloupností poměrně špatná.

## Popis metody
Na začátku je jako vnitřní stav zvoleno náhodné semínko o sudém počtu, tedy 2n číslicích. Toto číslo je umocněno na druhou a případně doplněno zleva nulami na 4n číslic. Z takto vzniklého čísla je vzato prostředních 2n číslic, které je jednak výstupem a jednak novým vnitřním stavem pro další iteraci.

## Příklad
Následující příklad s dvoucifermými čísly začíná číslem 62 a velice rychle degeneruje na posloupnost nul:
62 · 62 = 3844

84 · 84 = 7056

5 · 5 = 0025

2 · 2 = 0004

0 · 0 = 0000

…